# Республіка Мінерва
Республіка Мінерва — віртуальна лібертаріанська держава, проголошена на рифі Мінерва у 1972 році. Її засновником був американський підприємець литовського походження Майкл Олівер.

## Історія «заснування»
Історія Республіки почалася, коли Майкл Олівер з двома членами англо-американської організації з вивчення океану подорожували на яхті по південній частині Тихого океану і відкрили кораловий риф. Цей риф знаходиться на кількасот кілометрів південніше архіпелагу Фіджі й островів Тонга — його не було позначено на жодній карті. Причиною могло бути те, що двічі на добу риф повністю ховається під водою під час припливу. Всі колишні дослідники буквально проходили повз нього. Той факт, що риф існує не цілу добу, не завадив першовідкривачам проголосити його незалежною «Республікою Мінерва». 
Передбачалося, що нову державу буде засновано на лібертаріанських принципах: «без податків, допомоги, субсидій та будь-яких інших форм економічного інтервенціонізму», а основними формами доходу її жителів стануть рибальство, туризм, реєстрація іноземних транспортних суден і легка промисловість. 
У 1971 році з Австралії прибули баржі з піском, на двох рифах було створено штучний острів, що дозволило розпочати будівництво міста Сі-Сіті (англ. Sea City — Морське місто). На спорудження острова було витрачено $200 тис. 
19 січня 1972 року Мінерва проголосила незалежність, а вже у лютому її тимчасовим президентом обрали Морріса «Бада» С. Девіса — колишнього інженера-розробника фірми «Роквелл», що жив у Каліфорнії. Держава отримала власний прапор, гімн і валюту — долар Мінерви (в 1973 році була викарбувана єдина монета). 
Після проголошення незалежності, засновники держави звернулися до деяких великих концернів (в основному тих, яким навіть податкові оази, на кшталт Ліхтенштейну та Панами, здаються занадто дорогими) з пропозицією віртуального розміщення офісів у Мінерві. При цьому, гарантувалися мінімальні податки. 
Слід зазначити, що Морріс «Бад» С. Девіс був також відомим архітектором, а територія Мінерви мала була послужити йому фундаментом для будівництва «міста майбутнього» — платформи на палях. Про свої проєкти Девіс випустив кілька книг і зняв фільм. Але все залишалося мріями — не було території, яка б підходила. Звістка про все це не могла не досягти Тубо IV - короля полінезійського королівства Тонга на однойменному архіпелазі.  

## «Конфлікт із Тонга»
Держава Тонга 24 лютого 1972 року оголосила рифи й прилеглу до них акваторію своїми. 15 червня 1972 року Тауфа'ахау Тупоу IV король Тонга зробив відповідну заяву в тонганській урядовій газеті.
ДЕКЛАРАЦІЯ

Його Величність Король Тауфаахау Тупоу IV справжнім проголошує: Оскільки рифи, відомі як Риф Північна Мінерва і Риф Південна Мінерва, протягом довгого часу слугували місцем рибного промислу для народу Тонга і давно розглядаються як приналежні Королівству Тонга, ми створюємо на цих рифах острівні одиниці, відомі як Телекі Токелау і Телекі Тонга; після цього доцільно підтвердили права Королівства Тонга на ці острови — з цих причин ми підтверджуємо і проголошуємо, що острови, скелі, рифи, узбережжя і води в радіусі дванадцяти миль (19.31 км) від островів є частиною нашого Королівства Тонга.

Після цього король на поромі «Olovaha» (десантних кораблів у складі тонганських ВМС тоді не було) зі взводом королівської гвардії, членами Кабінету міністрів і представниками церкви, прибув на Мінерву. Пором підійшов до північного і потім південного рифів, незалежність республіки була фактично ліквідована, на острові зняли прапор Мінерви й встановили прапор Тонги, в той час, як сам король лишався на поромі. Атоли отримали назви Telekitonga і Telekitokelau. Крім зазначених вище осіб, до атола прибула група рибалок, які, попри неділю, коли за законами королівства заборонена робота, з дозволу короля ловили рибу, таким чином «позначивши» господарську діяльність тонгайців у цих водах. У вересні Південнотихоокеанський форум визнав приєднання рифів до Тонга. У 1973 році Майкл Олівер «зняв» з посади президента Девіса.

## Спроба відновити «незалежність»
У 1982 році Девіс з групою американців знову спробував відновити незалежну державу на Мінерві, але за три тижні їх знову видворила звідти королівська морська піхота Тонга. Попри це, Девіс продовжив вважати себе президентом Мінерви. Група осіб, що називає себе «урядом у вигнанні», вважає Мінерву «князівством», ненаслідуванною конституційною монархією.

## Конфлікт із Фіджі
Належність рифів державі Тонга визнана не всіма. У листопаді 2005 році про свої посягання на Мінерву також заявила сусідняФіджі. Це сталося після встановлення ВМС Тонга на одному з атолів автоматичного маяка. 10 червня 2011 року два сторожових катери Тонга — Savea і Pangai витіснили фіджійський сторожовий катер з лагуни одного з рифів Мінерва, і відновили там зруйнований фіджійцями маяк. Після цього патрульні кораблі флотилії здійснюють постійний моніторинг територіальних вод в районі атолів Telekitonga і Telekitokelau. «Уряд у вигнанні» також засудив дії Фіджі, проте і надалі відмовлявся визнавати суверенітет Тонга над островами.

## Цікаві факти
- У багатьох джерелах пором «Olovaha» згадується як королівська яхта.
- «Конфлікт» з республікою Мінерва став однією з причин, з яких королівство Тонга почало модернізацію власних збройних сил, зокрема, створення військово-морських сил.

## Галерея

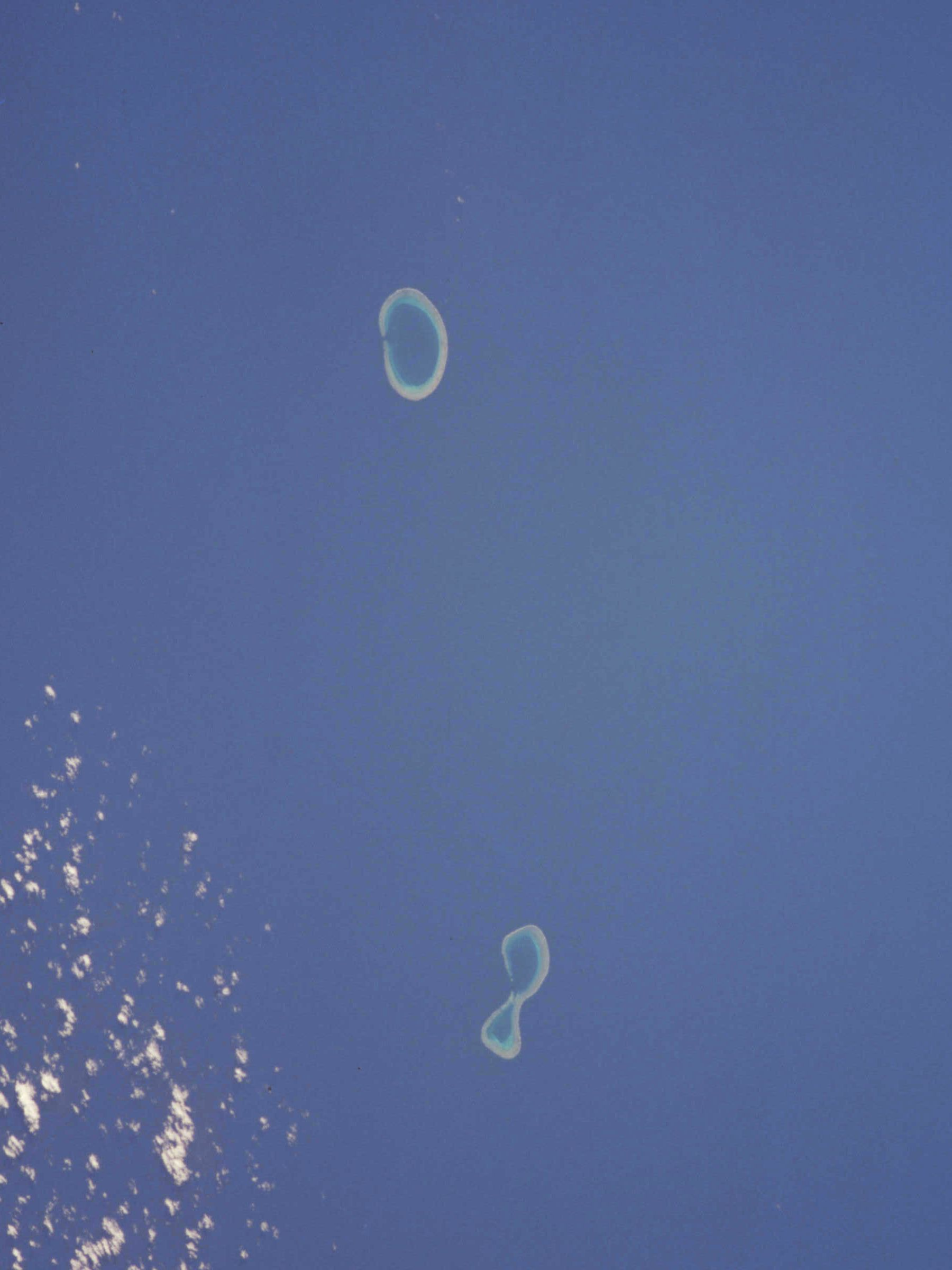
Рифи Мінерва, вид з космосу
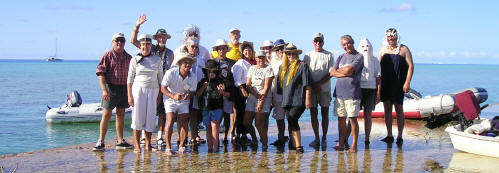
Висадка на рифи
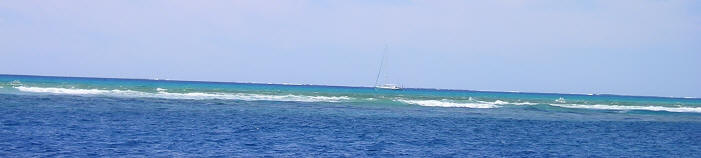
Один з рифів у листопаді 2003 року
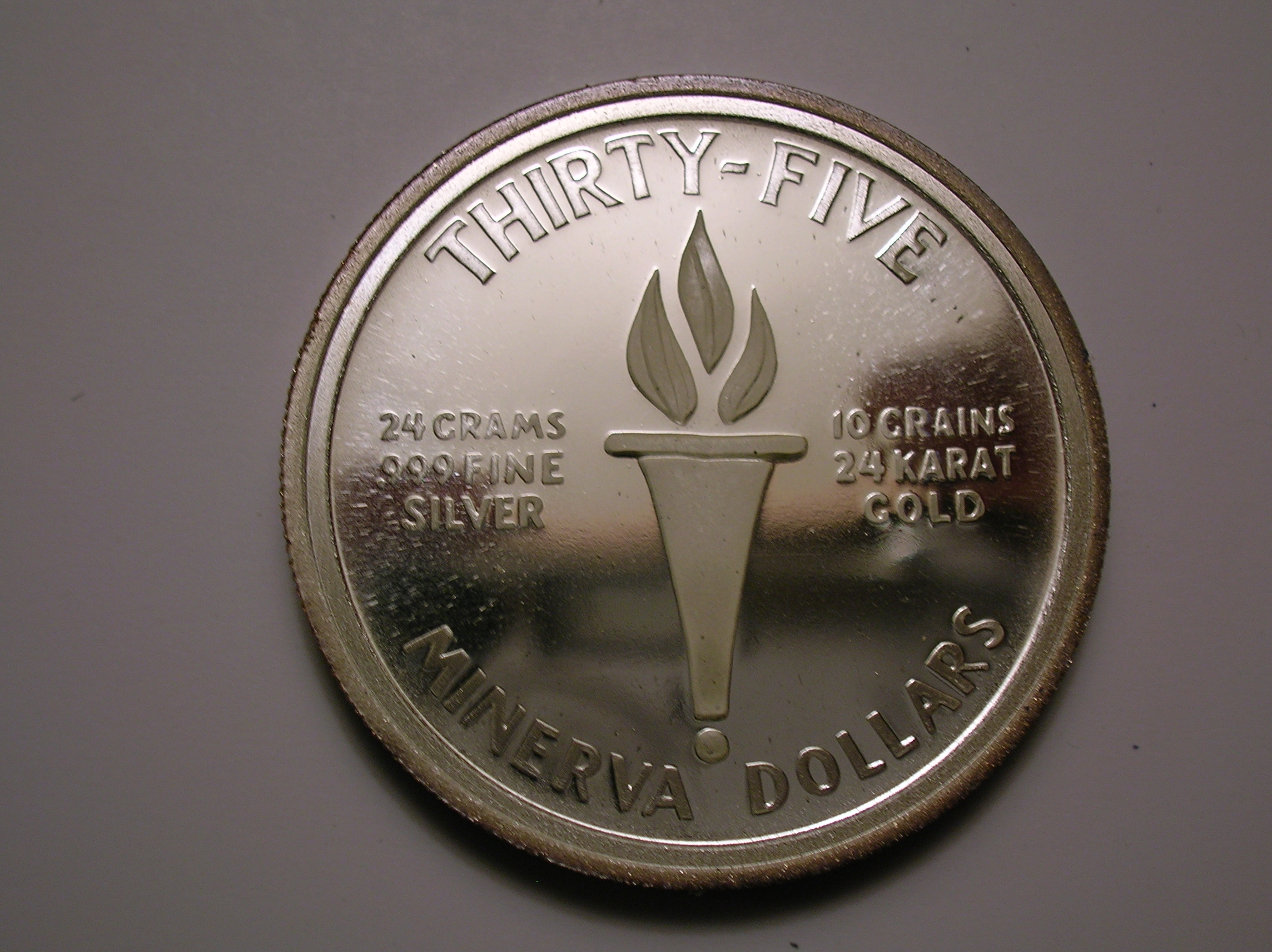
Зразок монети Мінерви номіналом 35 доларів.

| Прапор Фіджі | Це незавершена стаття про Фіджі. Ви можете допомогти проєкту, виправивши або дописавши її. |